# Eurois subjugata
Eurois subjugata är en fjärilsart som beskrevs av Dyar 1904. Eurois subjugata ingår i släktet Eurois och familjen nattflyn. Inga underarter finns listade i Catalogue of Life.